# Onegin (Ballett)
Onegin ist ein Ballett in drei Akten und sechs Szenen von John Cranko. Von ihm stammt nicht nur die Choreografie, sondern auch das Libretto. Es basiert auf dem Versroman Eugen Onegin von Alexander Sergejewitsch Puschkin. Die Musik wurde verschiedenen Werken Peter Iljitsch Tschaikowskis entnommen. Die Uraufführung der ersten Fassung war am 13. April 1965, die der zweiten Fassung am 27. Oktober 1967, beide Male durch das Stuttgarter Ballett am Großen Haus der Württembergischen Staatstheater in Stuttgart. Die Titelrolle tanzte Heinz Clauss, die Rolle seiner Partnerin verkörperte Marcia Haydée. Eine Aufführung dauert ca. zwei Stunden (mit je einer Pause zwischen den Akten).

## Personen
- Onegin, ein reicher Gutsbesitzer
- Madame Larina
- Deren Töchter Tatjana und Olga
- Lenski, ein Dichter
- Fürst Gremin
- Freundinnen der Schwestern und Ballbesucher (Corps de ballet)

## Handlung
Das Ballett spielt auf einem russischen Landgut um 1820 und zehn Jahre später in Sankt Petersburg.

### Prolog
Im Haus von Onegins Onkel
Onegin besucht seinen Onkel, der im Sterben liegt. Nachdem das erwartete Ereignis eingetreten ist, wird er Alleinerbe des riesigen Landgutes, das sein Verwandter hinterlassen hat. Gegenüber dem Personal und dem Landvolk tritt Onegin äußerst hochmütig auf, indem er den Leuten vorgaukelt, etwas Besseres zu sein.
Der Prolog kommt nur in der ersten Fassung vor. Heute jedoch wird nur noch die zweite Fassung des Balletts aufgeführt.

### Erster Akt
Erste Szene: Im Garten der Madame Larina
Die verwitwete Madame Larina hat zwei Töchter, die in ihrem Wesen verschiedener kaum sein könnten: Da ist die ernste und verträumte Tatjana; ihre Schwester Olga hingegen liebt das Leben und sprüht nur so von Temperament. Während Tatjana noch ungebunden ist, erwartet Olga wieder einmal den Besuch ihres Verlobten, des schwärmerischen Dichters Lenski. Dieser kommt heute nicht allein, sondern hat seinen neuen Freund Onegin im Schlepptau. Tatjana ist gleich so von ihm angetan, dass sie sich augenblicklich in ihn verliebt. Onegin hingegen erwidert ihre Gefühle nicht. Im Gegenteil: Er lässt die ganze Gesellschaft seinen Hochmut spüren. Als die Besucher von den beiden Schwestern und deren Freundinnen aufgefordert werden, mit ihnen zu tanzen, erfüllt nur Lenski diesen Wunsch. Onegin wendet sich gelangweilt von den Tanzenden ab.
Zweite Szene: Tatjanas Schlafzimmer
Tatjanas Gedanken kommen von Onegin nicht los. Obwohl sie ihn nur kurz gesehen und nur wenige Worte mit ihm gewechselt hat, schreibt sie ihm einen Liebesbrief. Als sie in den Spiegel schaut, erblickt sie Onegin. In einer Traumszene erscheint ihr der Angebetete und erwidert ihre Gefühle. Dabei gibt er sich viel sympathischer als an dem Tag, an dem sie ihn kennenlernte.

### Zweiter Akt
Erste Szene: Im Hause Madame Larinas
Madame Larina richtet zu Ehren ihrer Tochter Tatjana, die heute Geburtstag hat, ein prunkvolles Fest aus. Unter den zahlreichen Gästen sind auch Lenski, Onegin und der einflussreiche Fürst Gremin. Begierig wartet Tatjana auf die Gelegenheit, mit Onegin ein vertrautes Gespräch führen zu können. Als sie den Zeitpunkt für gekommen hält, fragt sie ihn, ob er ihren Brief erhalten habe. Onegins Antwort aber versetzt ihr einen Schock: Er nimmt den Brief aus der Tasche und zerreißt ihn. Doch damit nicht genug: Er wendet sich von ihr ab und flirtet vor aller Augen ganz intensiv mit Olga. Darüber gerät deren Verlobter Lenski so in Rage, dass er seinen Freund zum Duell fordert.
Zweite Szene: Ein verlassener Park
Die beiden Schwestern geben sich alle erdenkliche Mühe, Lenski davon abzuhalten, sich mit Onegin zu duellieren. Auch Onegin zeigt sich bereit, sich mit dem Dichter zu versöhnen und sich zu entschuldigen. Lenski aber bleibt hart; er will auf das Duell nicht verzichten. Im folgenden Zweikampf siegt Onegin; Lenski findet den Tod.

### Dritter Akt
Erste Szene: Ballsaal
Seit dem Duell sind zehn Jahre vergangen. Tatjana ist längst mit dem Fürsten Gremin verheiratet, der vom Alter her ihr Vater sein könnte. Zu dem Ball, den der Fürst heute gibt, ist auch Onegin geladen. Auf seinen vielen Reisen hat er stets das Glück gesucht, es aber nie gefunden. Als er Tatjana erblickt, wird ihm bewusst, dass es ein großer Fehler war, damals ihre Liebe zu verschmähen. Seine Hoffnung, Tatjanas Gefühle für ihn könnten wieder aufleben, ist zum Scheitern verurteilt. Diesmal ist sie es, die sich von ihm abwendet.
Zweite Szene: Tatjanas Boudoir
Tatjana hat von Onegin einen Brief erhalten, in dem er für heute Abend seinen Besuch bei ihr ankündigt. Sie aber legt darauf überhaupt keinen Wert. Um wenigstens dem ungebetenen Gast nicht alleine gegenübertreten zu müssen, bittet sie ihren Gatten, heute zu Hause zu bleiben. Der sorglose Fürst Gremin jedoch schlägt die Bitte seiner Frau aus und geht.
Onegin kommt und überschüttet Tatjana mit Liebeserklärungen. Die Arme wird von ihren Gefühlen hin- und hergerissen. Einerseits zieht es sie zu ihm hin, aber andererseits sagt ihr der Verstand, dass Onegin eigentlich ihrer nicht wert ist. Diese Erkenntnis gewinnt schließlich die Oberhand. Nun dreht sie den Spieß um und zerreißt demonstrativ Onegins Brief vor seinen Augen. Bestürzt eilt Onegin davon, verzweifelt bleibt Tatjana zurück.

## Musik
Das gemeinsame an dem Ballett und an Tschaikowskis Oper Eugen Onegin sind lediglich die literarische Vorlage von Puschkin und die Tatsache, dass bei beiden Werken der Komponist Tschaikowski heißt. Ansonsten findet man nicht eine einzige Melodie aus der Oper in dem Ballett. Der Komponist Kurt-Heinz Stolze hat aus zahlreichen, heute weitgehend unbekannten Werken Tschaikowskis die Musik zusammengestellt. So wurde für den großen Pas de deux in der zweiten Szene des ersten Aktes ein  Duett aus Romeo und Julia verwendet; der Mittelsatz aus der symphonischen Dichtung Francesca da Rimini findet sich im Pas de deux des dritten Aktes wieder. Rund drei Viertel der Musik stammt aus Tschaikowskis Klavierkompositionen und wurden von Stolze für das Ballett orchestriert.